# 憤怒的皮特
彼得·切爾文斯基（Peter Czerwinski，原名Piotr Czerwinski，1985年11月30日—），較出名是他的藝名憤怒的皮特（Furious Pete），是一名加拿大的大胃王和YouTuber。切爾文斯基目前在飲食方面擁有14項健力士世界紀錄。

## 健康狀態
切爾文斯基過去兩次成功地與睾丸癌鬥爭，兩次都進入緩和階段。2017年2月16日，他上傳了一段影片到YouTube，他說他再次與癌症鬥爭，這次是睾丸癌，是他第三次的搏鬥。2019年1月15日，切爾文斯基宣布睾丸癌已經復發，他將移除第二個睾丸。

## 外部連結
- 官方网站